# Тур-Дольни
Тур-Дольни (пол. Tur Dolny) — село в Польщі, у гміні Міхалув Піньчовського повіту Свентокшиського воєводства.
Населення — 268 осіб (2011).
У 1975-1998 роках село належало до Келецького воєводства.

## Демографія
Демографічна структура на день 31 березня 2011 року:
|          | Загалом | Допрацездатний вік | Працездатний вік | Постпрацездатний вік |
| -------- | ------- | ------------------ | ---------------- | -------------------- |
| Чоловіки | 151     | 42                 | 95               | 14                   |
| Жінки    | 117     | 20                 | 72               | 25                   |
| Разом    | 268     | 62                 | 167              | 39                   |